# Lèmur negre
El lèmur negre (Eulemur macaco) és una espècie de lèmur de la família dels lemúrids. Viu a Madagascar, principalment al nord de l'illa, i té una relació simpàtrica amb diverses altres espècies. Com la majoria de prosimis, els lèmurs negres utilitzen l'olfacte com a mitjà principal de comunicació, per la qual cosa utilitzen nombroses glàndules per alliberar substàncies odoríferes (per atreure altres lèmurs o marcar terreny).